# Wilhelm Seybert
Wilhelm Seybert (* 2. Juli 1820 in Esch; † 30. Oktober 1860 ebenda) war ein nassauischer Politiker und ehemaliger Abgeordneter der 1. Kammer der Landstände des Herzogtums Nassau.

## Leben
Seybert war der Sohn des Gastwirts und Posthalters aus Esch Philipp Reinhard Seybert (* 8. April 1790 in Esch; † 29. Oktober 1829 ebenda) und dessen Ehefrau Amalia Elisabetha geborene Herber (* 14. Dezember 1786 in Langenschwalbach; † 22. September 1873 in Esch). Seybert, der evangelischer Konfession war, heiratete am 8. September 1845 in Esch Karoline Augusta Johannette Henriette geborene Gröber (* 31. März 1825 in Idstein), die Tochter des Landesoberschultheißen und Landstallmeisters Karl Wilhelm Gröber.
Wilhelm Seybert war Gutsbesitzer in Esch. 1852 wurde er im Wahlkreis V (Königstein) für die Gruppe der Grundbesitzer in die erste Kammer der Landstände gewählt. Er nahm das Mandat nicht an.